# Stoulton
Stoulton lub Stoughton – wieś i civil parish w Anglii, w Worcestershire, w dystrykcie Wychavon. W 2011 civil parish liczyła 453 mieszkańców. Stoulton jest wspomniana w Domesday Book (1086) jako Stoltun.